# Lisy (Warszawa)
Lisy – dawna wieś, obecnie jedno z osiedli w południowej części warszawskiej dzielnicy Wilanów, na terenie obszaru MSI Powsin. Lisy znajdują się pomiędzy Powsinem właściwym a Latoszkami na obszarze przylegającym do Jeziora Lisowskiego, zbiornika wodnego powstałego ze spiętrzenia wód kanałów irygacyjnych znajdujących się na terenie Wilanowa. Od południa graniczą ze wsią Bielawa. Lisy to obszar głównie rolniczy z zabudową jednorodzinną.

## Historia
Lisy wzmiankowane są już w źródłach z XV w., należały do rodu Ciołków.
Wieś szlachecka w 1580 znajdowała się w powiecie warszawskim ziemi warszawskiej województwa mazowieckiego. 
W 1684 roku część wsi kupił Jan III Sobieski i przyłączył do dóbr wilanowskich. W 1723 roku druga część wsi została zakupiona przez Elżbietę Sieniawską i przyłączona do Wilanowa. W 1864 wieś uwłaszczona i przyłączona do gminy Wilanów. W 1951 roku Lisy zostały włączone do Warszawy. Początkowo znajdowały się w dzielnicy Wilanów, od 1960 roku w dzielnicy Mokotów, od 1994 roku w gminie Warszawa-Wilanów, od 2002 roku ponownie w dzielnicy Wilanów.